# Schwerte
Schwerte és un municipi del districte d'Unna a l'estat de Rin del Nord-Westfàlia, a Alemanya.
Schwerte es troba a la Vall del Ruhr, a la frontera sud-oriental de la Regió del Ruhr. Al sud del municipi comença la regió muntanyosa de Sauerland.

## Geografia
Schwerte es troba al sud-est de la ciutat de Dortmund en la zona oriental de la Vall del Ruhr. El nord del terme municipal és recorregut per les muntanyes Ardey. La frontera entre Schwerte i Dortmund transcorre per aquí. A l'est del terme es troba el pantà Gehrenbach-Stausee. El poble més oriental de Schwerte és Geisecke, a l'altra banda occidental hi ha Westhofen.
En l'actualitat Schwerte es troba inclosa en la Vall del Ruhr. Tanmateix els pobles de Ergste i Villigst pertanyen ja a l'àrea del Sauerland.

## Clima
Schwerte té una precipitació anual de 871 mm, una xifra elevada, ja que en el terç superior d'Alemanya aquestes xifres són menors. El mes més sec és febrer i el més plujós, juliol.

## Estructura de la ciutat
Schwerte com a entitat municipal es va constituir el 1975 amb la unió de Schwerte, Westhofen, Ergste, Geisecke, Villigst i Wandhofen. També s'hi afegiren parts dels municipis de Lichtendorf i Holzen. Les parts Schwerte-Est, Gänsewinkel i Schwerter Heide pertanyen a Schwerte.

## Història
La menció a Schwerte més antiga data de l'any 962, de l'abat de Werden. El 1096 apareix Ergste en un document anomenat com a aldea d'Argeste. Els testimonis més antics de Westhofen daten de l'any 1248. El 1243 Schwerte és incorporat al comtat de la Mark. 120 anys després trobem mencionats un jutge i un alcalde. El comte Dietrich I va concedir el 1391 el dret d'encunyar moneda i el 1397 el privilegi de municipi. El 1406 es concedeix el privilegi d'ampliació de les muralles i increment del peatge. El 1419 s'incorpora a la Lliga Hanseàtica.
El 1565 es documenta per primera vegada el Schichtswesen de Schwerte, una mena d'ajuda veïnal organitzada dins la ciutat.
Després de la mort de l'últim comte de la Mark Schwerte s'incorpora el 1609 al principat de Brandenburg que esdevindria més tard en el regne de Prússia. El 1652 es va constituir el gremi de teixidors, en el qual hi havia 68 mestres. El 1701 es constitueix una entitat educativa de la ciutat. El 1799 el metge i rector Friedrich Bährens du la vacuna de la pallola. El 1818 es prohibeix la construcció de cases amb coberta de palla i reble per perill d'incendis.
El químic Friedrich Theodor Fleitmann va erigir el 1869 una refineria de níquel, en la qual es van fer el 1871 les primeres monedes de níquel del regne d'Alemanya. El 1877 Fleitmann va descobrir un mètode per a donar forma i soldar níquel. Aquesta refineria fou fins a la Primera Guerra Mundial la més moderna del seu tipus. El 1902 canvià de nom a VDN.
El 3 i 4 d'abril de 1920 després del cop d'estat de Kapp la ciutat va ser ocupada pels comunistes. El 1929 es va dissoldre el districte administratiu de Hörde i Schwerte i Westhofen s'incorporaren al d'Iserlohn. El 1933 es va celebrar amb una processó de torxes la pujada al poder del Partit Nazi. Quan quatre anys més tard Adolf Hitler va passar de trànsit per la ciutat, es va celebrar l'esdeveniment. El 9 de novembre de 1938 durant la Nit dels vidres trencats fou assolada la sinagoga.
En juny de 1940 van caure les primeres bombes sobre Schwerte durant la Segona Guerra Mundial. L'estació de tren fou un dels principals objectius de la Royal Air Force en la regió del Ruhr.
El bombardeig i la destrucció de la presa de Möhne l'any 1943 va comptar més de 1600 víctimes mortals en provocar l'eixida del riu Ruhr. La inundació arribà a nivells que no s'havien enregistrat mai. El 31 de maig de 1944 l'aviació nord-americana va destruir l'estació de tren de maniobres de Geisecke. Al voltant de 217 persones van morir. En abril de 1944 es va construir una agència del camp de concentració de Buchenwald. El campament es trobava protegit per una reixa electrificada i vigilada per torres de guàrdia. Fins que es va dissoldre el campament en 1945, més de 700 presoners hi foren retinguts. El 12 d'abril de 1945 les tropes nord-americanes van conquerir Schwerte. En juny d'eixe mateix any, els britànics reberen la custòdia militar.
En la reordenació comunal, que va entrar en vigor l'1 de gener de 1975, s'uniren els antics municipis de Schwerte, Westhofen, Ergste, Geisecke, Villigst i Wandhofen així com parts de Holzen i Lichtendorf. A més deixà el districte d'Iserlohn per a incorporar-se en el d'Unna. El 1997 es va celebrar el 600 aniversari de la ciutat. En el 2003 s'integrà com a membre de la Hansa de Westfàlia.
A causa de dificultats financeres, el 2009 es va decidir el tancament de la deficitària piscina municipal. Aquesta decisió va comportar l'enfrontament entre els diversos partits de la corporació municipal. La piscina fou tancada el 30 de desembre del 2009.
Des d'abril del 2012 Schwerte pot dur el nom "Ciutat Hanseàtica del Ruhr", el qual es pot llegir des de juliol del 2012 en tots els cartells d'entrada a la ciutat. El 30 de juny del 2012 Schwerte fou la 100 ciutat en incorporar-se a la Lliga Hanseàtica internacional.
En gener del 2015 l'ajuntament va decidir malgrat les crítiques, entre d'altres de la presidenta del govern, Hanelore Kraft, ubicar un asil per a refugiats en una de les barraques del camp de concentració de Buchenwald en Schwerte.

## Desenvolupament urbanístic
1359 Engelbert Sobbe, senyor de Schwerte funda l'hospital del Sant Esperit.
1508 L'església de Sant Víctor s'amplia amb el cor alt. El 1523 es col·loca l'Altar Daurat.
1547 S'inicia la construcció de l'antic Ajuntament. El 1933 s'hi instal·la el <<Ruhrtalmuseum>>
1796 Primera menció al cementeri jueu en la muralla nord de la ciutat.
1801 Es funda un alfòndec.
1811 Tots els carrers d'enllaç entre el mercat i les portes de la ciutat són empedrades amb atovons.
1853 Es funda la caixa d'estalvis de Schwerte.
1867 Primer enllaç ferroviari amb la línia Hagen-Unna.
1914 S'inaugura el nou ajuntament.
1920 S'inicien les obres de l'assentament Kreinberg per a treballadors de les obres de millora de la línia ferroviària. S'acaba el 1935.
1946 S'obri al trànsit el nou pont sobre el Ruhr.
1961 Primer enllaç per autopista de Schwerte per al tram entre Hagen i Kamen.
1996 Comencen les obres per a l'autopista de 6 carrils.
2002 S'inaugura la nova zona per a vianants.
2003 S'acaba el nou edifici cultural i de la ciutat en l'antiga fàbrica de canons.

## Creixement Demogràfic
- 1738: ca. 1.100 habitants
- 1900: ca. 12.000 habitants
- 1925: ca. 17.000 habitants
- 1961: 24.516 habitants
- 1970: 24.054 habitants
- 1974: 24.390 habitants
- 1975: 44.576 habitants
- 1987: 48.344 habitants
- 31. desembre 2002: 50.606 habitants
- 31. desembre 2005: 49.730 habitants
- 31. desembre 2008: 48.797 habitants
- 31. desembre 2009: 48.523 habitants
- 31. desembre 2010: 48.259 habitants
- 31. desembre 2011: 46.518 habitants
- 31. desembre 2012: 46.376 habitants
- 31. desembre 2013: 46.198 habitants
- 31. desembre 2014: 46.270 habitants

## Política

### Consell Municipal
L'òrgan polític més important de la ciutat és el consell municipal, el qual és presidit per l'alcalde i decideix sobre qüestions del municipi i principis de l'ajuntament.
Després de les eleccions municipals del 25 de maig de 2014 van donar com a resultat la següent divisió dels 38 regidors municipals.
| CDU     | SPD     | GRÜNE  | FPD    | LINKE   | WFS     |
| ------- | ------- | ------ | ------ | ------- | ------- |
| 14 (-1) | 14 (+1) | 5 (+1) | 1 (-1) | 2 (+-0) | 2 (+-0) |

## Petició cívica
La ciutat és coneguda en l'àmbit polític per la primera petició cívica exitosa de l'estat de Nordrhein-Westfalen. Després que la ciutat decidís tancar l'Elsebad, una piscina en el districte d'Ergste, va haver-hi entre els anys 1994/1995 una petició cívica perquè fóra reoberta. La piscina fou reoberta l'any 1998.

## Resultats electorals des de 1975
En la llista es reflecteixen sols partits i llistes electorals que han tret un mínim d'1.95 per cent del total de vots.
| Any  | CDU   | SPD   | Grüne | WfS  | Linke | FDP  | BSP  |
| ---- | ----- | ----- | ----- | ---- | ----- | ---- | ---- |
| 1975 | 40.3% | 51.1% |       |      |       | 6.7% |      |
| 1979 | 39.2% | 52%   |       |      |       | 6.4% |      |
| 1984 | 36.0% | 48.8% | 11.5% |      |       | 3.4% |      |
| 1989 | 33.5% | 47.3% | 12.3  |      |       | 5.4% |      |
| 1994 | 39.5% | 40%   | 12.1  |      |       | 3.2% | 5.1% |
| 1999 | 48.9% | 32.4% | 8.1%  | 7.9% |       | 2.8% |      |
| 2004 | 42.0% | 35.1% | 10.9* | 7.9% |       | 4.1% |      |
| 2009 | 38.3% | 35.2% | 10.7* | 5.1% | 4.4%  | 6.4% |      |
| 2014 | 36.8% | 36.2% | 12.5* | 6.5% | 4.7%  | 3.3% |      |

## Alcalde
L'alcalde és Heinrich Böckelühr de la CDU. En les eleccions municipals del maig del 2014 va ser elegit per quarta vegada amb un 51.1% dels vots. Va succeir l'alcaldessa Ursula Sobelat (SPD, †2011), que ho fou entre 1992 i 1999.

## Escut d'armes
L'escut de la ciutat consisteix en un fons roig sobre el qual es creuen dues espases argentades.

## Cultura i atraccions

### Edificis
- Wuckenhof, del segle xvi.
- Ajuntament del gòtic tardà amb sala porticada (actual Museu de la Vall del Ruhr.
- El Rohrmasterei.
- Sala de concerts.
- Ajuntament nou de 1914.

### La Casa Calví
Es va construir al segle xiv. Des de 1656 fou emprada com a església pels reformistes. L'edifici fou destruït el 1945 per l'aviació. Després de la seua reconstrucció el 1955 serveix de casa administrativa per a la comunitat evangèlica.

### Pannekaukenfrau
El monument a la Pannekaukenfrau en la Plaça Cava-dei-Tirreni commemora una llegenda de la ciutat. Durant un període de fam els habitants de Schwerte no tenien altra opció que conrear creïlles. Les dones de Schwerte van tindre la idea de ratllar les creïlles i cuinar-les amb oli a la paella. Així es van inventar els pannekauken, coneguts hui com a Reibekuchen. D'aquesta llegenda prové també el sobrenom de la ciutat com a Pannekauken-Schweierte.

### Marienkirche
L'església catòlica de Santa Maria és una basílica de tres naus. Fou construïda entre 1903-1904 en estil neoromànic seguint els plànols del constructor d'esglésies Franz Mündelein, després que l'edifici precedent de 1862, situat en Hüsingstraße quedés menut com a resultat del creixement demogràfic provocat per la industrialització. El 1964 fou ampliada cap a l'oest.

### Església de Sant Víctor
És un edifici gòtic de tres naus, construït al segle xv però del qual tenim proves de la seua existència ja en el segle xi. En la banda nord encara s'hi poden veure restes d'arcs romànics. L'església posseeix un retaule d'Anvers de 1523 i un fresc d'una crucifixió romànica de 1310 que és una mostra de la pintura mural de Westfàlia del segle xiv. En els dies de mercat, això és dimecres i dissabtes, l'església és oberta. La torre de l'església és l'element més destacat.

## Economia i infraestructures

### Trànsit
A Schwerte es pot arribar amb la carretera nacional A1 (Saarbrücken-Lübeck, eixida Schwerte) o amb l'A45 (Hanau-Dortmund, eixida Schwerte-Ergste). En l'encreuament de Westhofen, conegut per les seues habituals retencions, es troben l'A1 i l'A45.
Per Schwerte circulen les següents carreteres nacionals (conegudes en alemany com a Bundesstraßen o B) i les de l'estat federat (Landesstraßen o L).
La B236 comença en Olfen en l'encreuament de la B235. Creua Selm, Lünen i Dortmund en direcció cap a Iserlohn-Letmathe.
La L648 comença en la L672, en la partida de Sommerberg en Dortmund. Travessa Schwerte i Villigst en direcció a Iserlohn.
La L 662 comença en Sölde, en la L821. Des del nord i travessant Sölderholz i Lichtendorf, arriba fins a la L673, a l'est del centre urbà.
La L672 comença en el centre de Dortmund. Creua les partides de Hörde, Benninghofen i Holzen fins a arribar a la L673 en Westhofen.
La L673 comença directament en el límit amb la comarca de Hagen, en la L675. En direcció cap al nord, seguint el Ruhr, travessa Westhofen i Schwerte. Acaba en la partida Enser de Bremen, en la B516.
La L675 ve direcció Hagen-Boele i acaba en Ergste, en la B236.
La L676 comença en Villigst, en l'encreuament de la L648. Travessa Hennen en Iserlohn fins a arribar a la B233 en la banda occidental de la mateixa partida.
La L677 comença en la L821 vers l'aeroport de Dortmund. Travessa Holzwiched en sentit nord-sud. En Geisecke s'uneix amb la L676 en la partida d'Iserlohn anomenada Rheinen.
L'estació de tren de Schwerte dona acollida tant a transport de passatgers com al de mercaderies i també és un nus per a la reordenació de trens. Des d'aquí parteixen trens en direcció cap a Dortmund, Hagen, Hamm, Iserlohn i Warburg.

### Empreses que hi tenen seu
- Deutsche Nickel (300 treballadors)
- F.H. Papenmeier GmbH & Co. KG
- Gießerei Walter Hundhausen GmbH (641 treballadors / 28 aprenents)
- Diagramm Halbach GmbH & Co. KG (300 treballadors)
- Hoesch Schwerter Profile GmbH (antiga Hoesch Hohenlimburg GmbH)
- Blumen Risse, seu central
- J.D.Theile GmbH & Co. KG – Producció de cadenes i accessoris, robòtica (200 treballadors)
- Motip Dupli GmbH – laques, vernissos i massilles.
- Stahlwerk Ergste Westig GmbH: Zapp-Gruppe
- Ültje GmbH
- Sabo Elektronik GmbH
- WDI Blankstahl
- Stahl-Service-Center Hövelmann & Lueg GmbH (ca. 200 treballadors)
- RSA cutting systems GmbH[16]

### Educació
La casa Villigst és propietat de l'església evangèlica de Westfàlia i és la seu de la institució evangèlica d'estudis protestants Villigst, que ofereix el congrés de perfeccionament i capacitació pedagògica i teològica. A més a més s'hi troba la internacional Opernakademie. [17]
L'acadèmia catòlica de Schwerte és un centre de congressos i perfeccionament d'estudis de l'arquebisbat de Paderborn.
La Ruhrakademie és una institució que es troba en la casa Ruhr (Schwerte-Wandhofen) i fou fundada el 1985. Hi fan formació en disseny de comunicacions, disseny fotogràfic, direcció fílmica, animació per ordinador i art i il·lustració.
El Ruhrtal-Gymnasium, institut membre de la unió MINT-EC (unió de l'excel·lència acadèmica en els àmbits de les matemàtiques i les ciències naturals).
L'institut Friedrich-Bährens
L'escola integrada de Schwerte (engloba l'escola primària amb l'escola secundària).
Entrachtschule Gemeinschaftshauptschule de Schwerte.
Dos centres d'ensenyament mitjà (Realschule de Bohlgarten, Realschule de Stadtpark), una escola d'ensenyament especial i set escoles bàsiques.
Schwerte és una de les primeres ciutats de l'estat de Renània del Nord-Westfàlia en oferir una assistència de tot el dia als alumnes.
Escola d'adults de Schwerte.
Biblioteca pública.
Museu de la Vall del Ruhr.

### Cultura
El cercle artístic de Schwerte organitza al llarg de l'any un gran nombre d'exposicions tant d'artistes desconeguts com d'anomenats com Claus Bury, Emil Schumacher, Antoni Tàpies i Rosemarie Trockel.
Cada any en agost té lloc el festival de teatre i animació al carrer. És un dels majors espais d'Europa de teatre d'aquest tipus i rep uns 20.000 visitants cada any.
Des de 1990 existeix l'associació per a la difusió de la cultura Verein Kunterbunt. Aquesta associació compta amb més de 200 membres. En el soterrani de l'escola Friedrich-Kayser tenen lloc uns trenta concerts de diferents estils musicals. Artistes de tot el món actuen en aquest centre de cultura que du el nom de Ratenloch (forat de rates.
En 1990 hi visqué durant mig any l'escriptor Michael Zeller i escrigué l'obra «Mein Schöner Ort».

## Personalitats

### Fills i filles de la ciutat
En ordre alfabètic.
- Ursula Bach-Wild (1903–1987)
- Dieter Behrenbeck (* 1936), internista
- Ralf Blank (* 1962), historiador
- Mike Borrink (* 1975), periodista musical
- Heinrich Böckelühr (* 1961), alcalde
- Mauro Corradino (* 1970), presentador
- Dieter Dannenberg (* 1959), futbolista
- Jens Ewald (* 1983), piragüista
- Reinhard Fabisch (1950–2008), futbolista i entrenador
- Ralf Finke (* 1960), periodista
- Theodor Fleitmann (1828–1904), químic i industrial
- Johannes Goddaeus (1555–1632), lletrat
- Jürgen Hidding (1925–2005), empresari
- Ruth Holzhausen (* 1959), jugador de voleibol
- Detlef Kahlert (* 1962), arquer
- Raimund Kamm (* 1952 en Lichtendorf ara Schwerte), polític (Bündnis 90/Die Grünen)
- Wolfgang Kleff (* 1946), futbolista
- Nils Klems (* 1988), futbolista
- Albert Knülle (1878–1961), poeta
- Julian Koch (* 1990), futbolista
- Susanne Köster (* 1966), jugadora de voleibol i pintora
- Simon Kowalewski (* 1981), membre de la Cambra de Diputats de Berlín
- Kerstin Kramer (* 1977), actriu
- Silvia Meiertöns (* 1955), jugadora de voleibol
- Violetta Oblinger-Peters (* 1977), piragüista austríaca
- Wolfgang Peters (* 1948), piragüista
- Matthias Potthoff (* 1987), jugador d'hoquei sobre gel
- Heinrich Rehkemper (1894–1949), cantant d'òpera i professor en el Mozarteum a Salzburg
- Wilfried Reininghaus (* 1950), arxiver i historiador
- Carmen Rischer (* 1957), gimnasta rítmica
- Erwin Rösener (1902–1946), membres de les SS i policia
- Norbert W. Schlinkert (* 1964), escriptor i científic cultural
- Stephan Schwingeler (* 1979), secretari general, historiador de l'art i expert en ciències de la informació.
- Jürgen Sengera (* 1943), antic president de WestLB
- Lasse Sobiech (* 1991), futbolista
- Josef Spiegel (1902–1983) director de museu
- Ulrich Sporleder (1911–1944), teòleg evangèlic, rector de l'Església Redemptora i opositor al nacionalsocialisme.
- Johann-Dietrich Theile (1793–1894), empresari
- Rosemarie Trockel (* 1952), pintora i escultora
- Gabriela Wolf (* 1960), corredora de maratons
- Hubert Ziegler (* 1948), diplomàtic
- Werner van der Zyl (1902–1984), Rabí de la comunitat jueva de West-London i vicepresident de la Unió per un Judaisme progressiu.

## Ciutats agermanades
- Allouagne ( França), des de 1974
- Béthune ( França), des de 1960
- Cava de' Tirreni ( Itàlia), des de 1984
- Hastings ( Regne Unit)
- Labussière ( França)
- Leppävirta ( Finlàndia), des de 1992
- Nowy Sącz ( Polònia), des de 1984
- Pjatigorsk ( Rússia)
- Violaines ( França)

### Altres personalitats
Johann Christoph Friedrich Bährens (1765–1833), conseller àulic, sacerdot, pedagog, conseller municipal, naturalista.
Willy Kramp (1909–1986), escriptor
Thomas Kroth (* 1959), antic futbolista, resident a Schwerte
Detlef Lewe (1939–2008), antic piragüista
Wolfgang Paul (* 1940), futbolista al VfL de Schwerte abans del seu canvi al Borussia Dortmund
Jörn Ratering (* 1984), escriptor i presentador a Tanzània
Erich Schanko (1919–2005), antic futbolista de la selecció nacional
Franz Leopold Heinrich Engelbert Schütte (1804–1883), sacerdot i cronista
Arne Steding (1981–2015), fundador de schwatzgelb.de
Heinz Ludger Uhlenküken (1928–2015), polític municipal i cap de l'equip de funcionaris de Colònia
Johannes Weinrich (* 1947), terroista alemany, cofundador de la Rvolutionären Zellen
Otto Wulff (* 1933), polític alemany, residència a Schwerte